# Comuna Ternopillea, Mîkolaiiv
Ternopillea (în ucraineană Тернопілля) este o comună în raionul Mîkolaiiv, regiunea Liov, Ucraina, formată din satele Dobreanî și Ternopillea (reședința).

## Demografie
Componența lingvistică a comunei Ternopillea
     Ucraineană (99,17%)
     Alte limbi (0,84%)
Conform recensământului din 2001, majoritatea populației comunei Ternopillea era vorbitoare de ucraineană (99,17%), existând în minoritate și vorbitori de alte limbi.